# فيليب ألميدا دي سوزا
فيليب ألميدا دي سوزا (4 يونيو 1991 بسانت أندري في البرازيل - ) هو لاعب كرة قدم برازيلي في مركز الوسط لعب سابقاً في نادي نجران .

## روابط خارجية
- فيليب ألميدا دي سوزا على موقع قاعدة بيانات كرة القدم.إي يو (الإنجليزية)
- فيليب ألميدا دي سوزا على موقع Soccerway.com (الإنجليزية)